# Concerto cho Piano (Schumann)

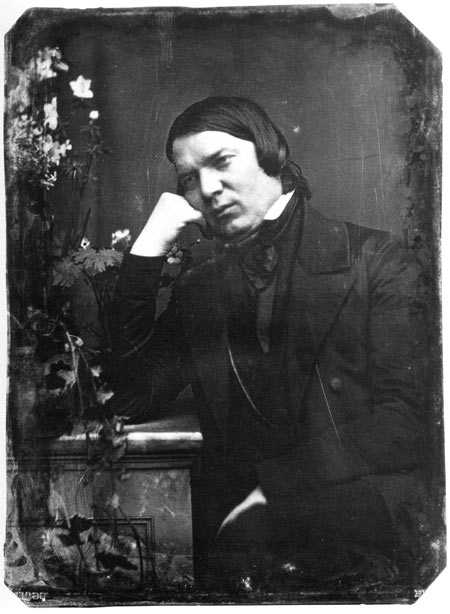
Robert Schumann

Piano concerto giọng La thứ, Op. 54 là một concerto Lãng mạn của nhà soạn nhạc người Đức Robert Schumann, hoàn thành vào năm 1845. Tác phẩm được ra mắt vào ngày 1 tháng 1 năm 1846 tại Leipzig với Clara Schumann là nghệ sĩ độc tấu, Ferdinand Hiller - người được đề tặng tác phẩm - là người chỉ huy.
Đây là một trong những concerto nổi tiếng nhất và được đánh giá cao nhất trong vốn tiết mục cho đàn piano.

## Lịch sử
Schumann đã thử viết nhiều piano concerto trước đó: một bản giọng Mi giáng trưởng vào năm 1828, một bản giọng Fa trưởng từ năm 1829-1831, và năm 1839 ông viết một chương cho một bản giọng Rê thứ. Không có bản nào trong số này được hoàn thành.
Vào năm 1841, Schumann viết một fantasy (gọi là Phantasie) cho piano và dàn nhạc. Vợ ông, nghệ sĩ dương cầm nổi tiếng Clara thúc giục ông mở rộng tác phẩm này thành một concerto hoàn chỉnh. Vào năm 1845, ông thêm đoạn intermezzo và chương kết để hoàn thành tác phẩm. Đây là piano concerto duy nhất mà Schumann hoàn thiện.
Sau concerto này, Schumann còn viết thêm hai tác phẩm nữa cho piano và dàn nhạc: Đoạn giới thiệu và Allegro Appassionato giọng Son trưởng (Op. 92), và Đoạn giới thiệu và Allegro Concertante giọng Rê thứ (Op. 134).
Edvard Grieg có lẽ đã lấy concerto này làm hình mẫu cho Piano Concerto của ông, cũng ở giọng La thứ. Giống như bản của Schumann, bản của Grieg cũng mở đầu bằng một hợp âm mạnh mẽ của dàn nhạc ở phần giới thiệu trước phần vào của piano với một đoạn nhạc giảm âm. Hai concerto này thường được các nghệ sĩ thu âm chung với nhau. Rachmaninov cũng sử dụng concerto này làm hình mẫu cho Piano Concerto số 1 của mình.

## Nhạc khí
2 flute, 2 oboe, 2 clarinet, 2 bassoon, 2 kèn cor, 2 trumpet, timpani, bộ dây, và một piano.

## Cấu trúc
Tác phẩm, như ghi trong bản thảo, được chia làm ba chương:
1. Allegro affettuoso (La thứ)
2. Intermezzo: Andantino grazioso (Fa trưởng)
3. Allegro vivace (La trưởng)

Không có đoạn nghỉ giữa hai chương sau (attacca subito).
Schumann thích tác phẩm được ghi trong các chương trình hòa nhạc chỉ với hai chương:
1. Allegro affettuoso
2. Andantino and Rondo

Hình thức ba chương vẫn thường xuyên được sử dụng hơn.